# Правова статистика
Правова́ стати́стика — система концепцій і методів загальної теорії статистики, що застосовуються до вивчення правопорушень та заходів соціального контролю над ними.
Правова статистика є однією з галузей статистичної науки, яка своїми показниками визначає кількісну сторону різних соціальних явищ, пов'язаних із застосуванням норм права і реалізацією правової відповідальності: характеризує рівень, структуру і динаміку, причини та умови проявів різних правопорушень та заходи щодо боротьби з ними в конкретних умовах і простору і часу.
Показники правової статистики дають можливість визначити рівень правопорядку в суспільстві завдяки цифровій характеристиці всіх правопорушень, розглянутих правоохоронними органами. Використовуючи дані правової статистики, можна також охарактеризувати діяльність органів внутрішніх справ, прокуратури, органів суду, виправно-трудових установ, господарських судів, нотаріату та інших органів, які виконують функції юрисдикції, виявити недоліки, які мали місце в роботі цих органів.

## Основні поняття
- Кримінально-правова статистика — вивчає кількісну сторону злочинності, судимості та діяльності державних органів по боротьбі зі злочинністю, попередження злочинних проявів та виправлення правопорушників.
- Цивільно-правова статистика — здійснює облік цивільно-правових спорів, які знаходяться на вирішенні судів загальної юрисдикції та арбітражних судів, а також облік результатів діяльності даних органів.
- Адміністративно-правова статистика — займається обліком адміністративних правопорушень за їх видами, заподіяному збитку, характеру адміністративних стягнень, органам адміністративної юрисдикції та арбітражних судів, а також облік результатів діяльності даних органів.
- Арбітражно-правова статистика — вивчає кількісну інформацію про господарські спори, господарюючих суб'єктах, дозволених у процесі відправлення арбітражних правовідносинах.
- Статистична сукупність — це маса однорідних в певному відношенні елементів, мають єдину якісну основу, але різняться між собою певними ознаками і підлягають певному закону розподілу; статистична сукупність — це певна множина елементів, поєднана умовами існування і розвитку.
  - Однорідна сукупність — якщо одна чи декілька ознак, що вивчаються, є загальними для всіх одиниць.
  - Різнорідна сукупність об'єднує явища різного типу.
- Одиниця сукупності — це первинний елемент статистичної сукупності.
- Ознака — властивість окремої одиниці сукупності.
  - Якісні ознаки виражаються в вигляді понять, визначень, які характеризують їх суть, стан або якість.
  - Кількісні ознаки виражають окремі значення якісних ознак у числовому виразі.
    1. Дискретні — ознаки, виражені окремими цілими числами.
    2. Неперервні — ознаки, що можуть набувати будь-яких значень у певних чисел.

  - Окремі значення кількісних ознак називаються варіантами.
    1. Первинні варіанти характеризують одиницю сукупності в цілому: абсолютні значення, вимірені, розраховані.
    2. Вторинні варіанти (похідні, розрахункові) — дані, що не можливо перевірити, оскільки вони взяті з певних джерел.

  - Прямі — характеризують об'єкт дослідження безпосередньо (вік осіб, кількість присутніх в аудиторії).
  - Непрямі — ознаки, що не належать безпосередньо досліджуваному об'єкту, а які належать іншій сукупності, що входить в дану.
    1. Багатоваріантні — перш за все характеризуються рангами від більшого до меншого .
    2. Альтернативні — взаємовиключні значення.

  - Інтервальні — це ознаки, які характеризують результат процесів.
  - Моментні — характеризують об'єкт в певний момент часу.
- Адитивність — підсумовувати, складати.
- Статистичні показники — це число в сукупності з набором ознак, що характеризують обставини, до яких вони відносяться, що, де, коли, і яким чином підлягають вимірюванню; статистичний показник — це кількісна характеристика соціально-економічних явищ і процесів в умовах якісної визначеності.
- Статистичні дані — це сукупність показників, отриманих внаслідок статистичного спостереження або обробки даних.
- Статистична закономірність — це закономірність, в якій необхідність пов'язана в кожному окремому явищі з випадковістю, і лише в сукупності явищ виявляє себе як закон.
- Система статистичних показників — це сукупність статистичних показників, які відображають взаємозв'язки, які об'єктивно існують між явищами.

### Галузі права
Система права поділяється на галузі залежно від предмету . В Україні існують такі галузі права: Цивільне право, Сімейне право, Кримінальне право, Земельне право, Міжнародне право, Господарське право, Фінансове право тощо. Галузь права може поділятися на підгалузі, наприклад: Корпоративне право — підгалузь Господарського права, Право інтелектуальної власності — підгалузь Цивільного права; Банківське право та Бюджетне право — підгалузі Фінансового права; тощо.